# Welch-próba
A Welch-próba vagy más néven d-próba a statisztikai hipotézisvizsgálatok közül a paraméteres próbák közé tartozik. A próba azt vizsgálja, hogy két külön mintában egy-egy valószínűségi változó átlagai egymástól szignifikánsan különböznek-e.

## A próba alkalmazásának feltételei
a vizsgált valószínűségi változók
- normális eloszlásúak
- intervallum vagy arányskálán mértek
- függetlenek

## A próba nullhipotézise
Nullhipotézis: a két mintában a két átlag statisztikai szempontból megegyezik.
Alternatív hipotézis: a két mintában a két átlag statisztikai szempontból nem egyezik meg.
A "statisztikai szempontból" kifejezés itt arra utal, hogy az eltérés a két átlag között olyan minimális, hogy pusztán csak a véletlen ingadozásnak tulajdonítható (ekkor a két átlag statisztikai szempontból azonosnak tekinthető), vagy jelentősen nagyobb, mint ami a véletlennel magyarázható (ekkor a két átlag statisztikai szempontból nem tekinthető azonosnak).
Valójában a fenti két hipotézis precíz matematikai megfogalmazása a következő.
- H0: Az X és Y valószínűségi változók várható értékei megegyeznek, (E(X) = E(Y)).
- H1: Az X és Y valószínűségi változók várható értékei nem egyeznek meg, (E(X) ≠ E(Y)).

## A próbastatisztika
A Welch-próba próbastatisztikája
{\displaystyle t={\frac {{\overline {x}}-{\overline {y}}}{\sqrt {{\frac {s_{x}^{2}}{n}}+{\frac {s_{y}^{2}}{m}}}}}}
ahol
- {\displaystyle {\overline {x}}} az egyik valószínűségi változó átlaga a mintájában,
- {\displaystyle {\overline {y}}} a másik valószínűségi változó átlaga a mintájában,
- sx az egyik valószínűségi változó becsült szórása,
- sy a másik valószínűségi változó becsült szórása,
- n az egyik minta elemszáma,
- m a másik minta elemszáma.

## A próba végrehajtásának lépései
1. Az t próbastatisztika értékének kiszámítása.
2. A p szignifikanciaszint megválasztása. (Ez a legtöbb vizsgálat esetén 0,05 vagy 0,01.)
3. A p szignifikanciaszinttől függő tp érték kiválasztása a próbának megfelelő táblázatból. A táblázat jelen esetben a t-eloszlás táblázata, mely eloszlásra szoktak úgy is utalni, mint Student-eloszlás, illetve Student-féle t-eloszlás. A táblázat kétdimenziós, a p szignifikanciaszint és az f szabadsági fok ismeretében azonnal megkapjuk a táblázatbeli tp értéket. Az f szabadsági fok a Welch-próba esetén az {\displaystyle {\frac {1}{f}}={\frac {1}{n-1}}\left({\frac {\frac {s_{x}^{2}}{n}}{{\frac {s_{x}^{2}}{n}}+{\frac {s_{y}^{2}}{m}}}}\right)^{2}+{\frac {1}{m-1}}\left({\frac {\frac {s_{y}^{2}}{m}}{{\frac {s_{x}^{2}}{n}}+{\frac {s_{y}^{2}}{m}}}}\right)^{2}}összefüggés alapján a jobb oldal reciprokaként adódik. (Mivel ezt láthatóan meglehetősen bonyolult számolni, a gyakorlatban helyette sokszor egy – a Megjegyzésekben bemutatott – egyszerűsítéssel élnek.)
4. A nullhipotézisre vonatkozó döntés meghozása.
  - Ha |t| ≥ tp, akkor a nullhipotézist elvetjük, az alternatív hipotézist tartjuk meg, és az eredményt úgy interpretáljuk, hogy 
a két mintában a valószínűségi változók átlagai szignifikánsan eltérnek egymástól (p szignifikancai szint mellett).
  - Ha |t| < tp, akkor a nullhipotézist megtartjuk, amit úgy interpretálunk, hogy 
a Welch-próba nem mutat ki szignifikáns különbséget a két mintában a valószínűségi változók átlagai között (p szignifikanciaszint mellett).

## A próba matematikai háttere
A próba matematikai hátterének legfontosabb gondolata, hogy bármely X és Y független, normális eloszlású valószínűségi változóra vett X1, X2, … Xn illetve Y1, Y2, … Xm minták esetén az
{\displaystyle {\overline {X}}={\frac {1}{n}}\sum _{i=1}^{n}X_{i},\qquad {\overline {Y}}={\frac {1}{m}}\sum _{j=1}^{m}X_{,}}
valamint az
{\displaystyle s_{X}={\sqrt {\frac {\sum _{i=1}^{n}(X_{i}-{\overline {X}})^{2}}{n}}},\qquad s_{Y}={\sqrt {\frac {\sum _{i=1}^{m}(Y_{i}-{\overline {Y}})^{2}}{m}}}}
jelölésekkel élve megmutatható, hogy a
{\displaystyle t={\frac {{\overline {X}}-{\overline {Y}}}{\sqrt {{\frac {s_{X}}{n}}+{\frac {s_{Y}}{m}}}}}}
valószínűségi változó t-eloszlást követ a fenti képlet alapján számítható f szabadsági fokkal.
Emiatt az f szabadsági fokú t-eloszlás ismeretében bármilyen 1 > p > 0 esetén meg lehet határozni azt az tp értéket, melyre teljesül hogy ha igaz a nullhipotézis, akkor a t próbastatisztika értéke 1-p valószínűséggel jó közelítéssel a (-tp, tp) intervallumba esik.